# 豊能町立東能勢小学校
豊能町立東能勢小学校（とよのちょうりつ ひがしのせ しょうがっこう）は、大阪府豊能郡豊能町にある公立小学校。豊能町の東部を校区とする。

## 沿革
明治時代初期に当時の能勢郡木代・切畑・余野・川尻・野間口の5か村（いずれも町村制施行で東能勢村）を校区に「第三大区第四中区十一小区第四番小学校」を設置したことに始まる。その後学校の分離や統合を経て、1880年代後半までに、東能勢村を校区とする東能勢尋常小学校に再編された。
1955年に高山地区が茨木市から東能勢村に編入されたことに伴い、同地区を茨木市立清溪小学校校区から当校校区に編入し、同地区に高山分校を設置した。高山分校は1980年以降には高山小学校として独立校となったが、児童数減少のために2005年に本校と統合している。
また1958年に牧・寺田地区が京都府亀岡市から東能勢村に編入されたことに伴い、同地区を亀岡市立西別院小学校校区から当校校区に編入している。
1990年7月から1993年3月にかけて新任教師黒田恭史による「最終的にブタを飼育して食べる」という授業が行われた。その模様は1993年7月12日のフジテレビ系情報番組『今夜は好奇心!』内で放送され、2008年11月1日にはこれを題材に『ブタがいた教室』として映画化された。
校区は、希望ヶ丘（北大阪ネオポリス）、余野、切畑、木代、川尻、寺田、高山などがある。

### 年表
- 1875年 - 木代村朝川寺内に、第三大区第四中区第十一小区第四番小学校として開校。

この間、木代小学校・野間口小学校・切畑小学校などへの分離と統合を繰り返す。
- 1880年7月26日 - 現在地である余野に校舎落成。
- 1891年3月3日 - 能勢郡東能勢尋常小学校と称する。
- 1896年1月28日 - 高等科を併設。能勢郡東能勢尋常高等小学校に改称。
- 1896年4月1日 - 郡の合併により、豊能郡東能勢尋常高等小学校と称する。
- 1936年12月 - 講堂竣工。(現在の豊能町立郷土資料館)
- 1941年4月1日 - 国民学校令により、豊能郡東能勢国民学校に改称。
- 1947年4月1日 - 学制改革により、東能勢村立小学校となる。
- 1955年4月15日 - 茨木市（当時）高山地区を東能勢村に編入。これに伴い同地区を校区に編入し、高山分校を設置。
- 1957年 - 現行の校章と校歌を制定。
- 1958年4月1日 - 京都府亀岡市（当時）寺田・牧地区を東能勢村に編入。これに伴い同地区を校区に編入。
- 1966年9月12日 - 給食施設の新設に伴い、高山分校と共に完全給食を開始する。
- 1977年 - 町制施行により、豊能町立東能勢小学校となる。
- 1980年 - 高山分校が豊能町立高山小学校として独立。
- 2005年 - 高山小学校を再統合。

## 通学区域
- 豊能町 余野・川尻・木代・切畑・野間口・牧・寺田・高山・希望ヶ丘。

卒業生は基本的に豊能町立東能勢中学校に進学する。

## 交通
- 阪急バス 余野バス停。
- 能勢電鉄妙見線 妙見口駅 東へ（道路・地形の関係で北へ大回りして）約12km。
- 阪急宝塚線 池田駅 北東へ約15.3km。
- 阪急箕面線 箕面駅 箕面グリーンロード経由で北へ約15.5km、一般道経由で北へ約17km。
- 山陰本線（嵯峨野線） 亀岡駅 南へ約18.1km。
- 阪神高速11号池田線 池田木部出入口 北東へ約13.4km。